# Герб Бермудських Островів
Герб Бермудських Островів зображує червоного лева, який тримає щит із зображенням корабля, що тоне. Прийнятий як герб колонії в 1910 році. Лев, який є символом метрополії Бермуд Англії, зображений в дуже незвичайній позі - сидить на траві в анфас до глядача. Лев тримає щит, на якому зображено крах фрегата Вірджинської компанії Морська удача (англ. Sea Venture), який затонув у 1609 році біля берегів Бермуд. Всі його пасажири врятувалися, заснувавши перше поселення на островах.
Червоний лев, який учепився в геральдичний щит передніми лапами і затиснув його задніми, - символ Великої Британії. Під щитом на стрічці девіз: «Quo fata ferunt» (лат)., що означає «Куди занесе [нас] доля». Крах «Морської удачі» біля Бермудських островів дав, як вважають, сюжет для знаменитої п'єси В. Шекспіра «Буря».